# GMA News TV
GMA News TV ist ein philippinischer Nachrichtensender und gehört zum GMA Network. Es ist derzeit außerhalb der Philippinen erhältlich.

## Geschichte
GMA News TV wurde erstmals am 28. Februar 2011 ausgestrahlt. Der Sender ersetzte den ehemaligen Sender QTV. Am 22. Februar 2021 wurde er zu GTV umbenannt.
Ab 2021 ist GMA News TV zusammen mit den Schwesterkanälen GMA Pinoy TV und GMA Life TV auch außerhalb der Philippinen verfügbar.

## Programm

### Nachrichtensendungen
- Balita Pilipinas Ngayon
- Super Balita sa Umaga, Nationwide!
- Sino? Sa DOBOL B
- Saksi, Sa DOBOL B
- DOBOL A Sa DOBOL B
- Balitanghali
- Balitanghali Weekend
- News to Go
- News TV Live/News TV Breaking News
- News TV Quick Response Team
- State of the Nation with Jessica Soho

### Dokumentarfilmprogramme
- Adyenda
- Bawal ang Pasaway kay Mareng Winnie
- Brigada
- Diyos at Bayan
- Investigative Documentaries
- Legal Forum
- Motorcycle Diaries
- Tonight with Arnold Clavio

### Infotainment
- Biyahe ni Drew
- Boarding Pass with Atty. Mike Templo
- Good News Kasama si Vicky Morales
- Home Base
- I Juander
- I Love Pinas
- Pisobilities
- Pop Talk
- Road Trip
- Taste Buddies
- The Healthy Life
- This Is My Story. This Is My Song
- Turbo Zone, Feed Your Drive!
- Weddings TV

### Unterhaltungsprogramme
- Ang Pinaka
- Gandang Ricky Reyes: Todo na Toh!
- Idol sa Kusina
- MARS
- PinaSarap

### Reality
- Day Off

### Sportprogramme
- GMA News TV All Sports
- Shakey's V-League
- Who's Next?